# Trinità (Andrej Rublëv)
La Trinità (detta anche Ospitalità di Abramo, dall'episodio biblico dell'incontro di Abramo e Sara con i tre angeli presso la tenda piantata a Mamre) è una celebre icona di Andrej Rublëv, realizzata negli anni intorno al 1422, conservata presso la Galleria statale di Tret'jakov a Mosca.
Il dipinto raffigura la scena dell'apparizione della Trinità ad Abramo per annunciare a lui e alla moglie Sara l'arrivo di una discendenza.
Durante il concilio dei cento capitoli, tale opera d'arte è stata dichiarata l'Icona delle icone.

## Storia
Rublëv realizzò tale icona in occasione della canonizzazione di Sergio di Radonež, fondatore del monastero ora detto della Trinità di San Sergio.
L'egumeno del cenobio, committente dell'opera, chiese all'artista di rappresentare la Trinità con un'iconografia che sottolineasse l'esempio di unità che la stessa conferisce alla Chiesa (Rublëv era un celebre iconografo).

## Descrizione del dipinto
Secondo la tradizione, il soggetto raffigurato sulla sinistra è Dio Padre, al centro è collocato Gesù, mentre sulla destra è presente lo Spirito Santo.
Al centro del dipinto è raffigurato un calice, simbolo del sacrificio eucaristico del Cristo.
È possibile notare come le figure laterali, con i contorni interni, formino esse stesse una coppa.
Le tre persone raffigurate sono cinte dall'aureola, attributo che l'arte sacra tradizionale riserva ai santi, agli angeli, e alle anime dei defunti salvate in Paradiso. Dal punto di vista teologico, l'aureola può anche essere, per estensione, un attributo delle Tre Divine Persone, essendo Dio creatore anche la prima e unica fonte di ogni sacro-santità.
I tre personaggi sono stati identificati con tre angeli (tra i quali i tre Santi Arcangeli della Chiesa Cattolica e Ortodossa), oppure con le Tre Persone della Trinità, come suggerito dal titolo dell'opera. 

Molto probabilmente, erano noti al santo pittore sia il passo di Matteo 22:24-33, sia la dottrina del Corpo mistico elaborata due secoli prima, che affermano entrambi l'unità e totale partecipazione dei santi angeli e delle sante anime alla vita trinitaria.

### Le strutture geometriche
L'icona vede come forma di composizione il cerchio. L'autore, infatti, viene ad utilizzare tale forma geometrica come modello per iscrivere al suo interno i tre personaggi. Rublev, però, non diviene succube di tale metodo, facendo superare tale schema rigido non appena lo richiede un criterio teologico o per dare slancio alla figura. Nella fattispecie, la testa dell'angelo di sinistra è più sollevata.

### La prospettiva inversa
Come è tradizione nell'arte dell'icona, Rublev usa la prospettiva inversa in modo che il mondo rappresentato nella pittura non si presenti come una finestra attraverso la quale la mente umana entra nel mondo rappresentato, ma che il mondo rappresentato brilli al contrario verso lo spettatore. Questo effetto è prodotto dal fatto che le linee di fuga della composizione non si incontrano in un punto di fuga situato dietro il dipinto, ma in un punto situato di fronte al tavolo. Questa concezione della prospettiva è uno degli aspetti particolari della teologia dell'icona nel suo insieme. Gli elementi caratteristici di questo tipo di prospettiva sono applicati nell'icona della Trinità come segue:
- lo spazio è poco profondo, limitato al primo piano, chiuso verso il basso dalla roccia, dall'albero e dalla casa. Non c'è illusione di tre dimensioni. L'angelo al centro non ha dimensioni diverse dagli altri due mentre è più lontano. È ingrandito per appartenere al primo piano;
- gli elementi architettonici e gli oggetti sono dipinti in senso assonometrico. Le scene si svolgono all'esterno per evitare di dover rappresentare la profondità dello spazio interno;
- la linea di forza va dall'interno dell'icona verso l'esterno, verso lo spettatore. A tal fine, le pedane ai piedi dei due angeli all'esterno della composizione sono rappresentate di dimensioni minori nella parte anteriore, invece di essere più larghe nella parte anteriore che nella parte posteriore. Lo stesso vale per il soffitto della casa sullo sfondo. Il bordo a strapiombo nella parte anteriore è più piccolo del retro di questo soffitto, mentre la lontananza dovrebbe causare un calcolo inverso della misurazione;
- i lati dei sedili dei due angeli nella parte anteriore sono orientati a chiudere la cornice verso lo spettatore;
- la prospettiva è solo un aspetto della composizione ed è subordinata all'idea dell'opera.[11]

### I colori
I colori rivestono una notevole importanza simbolica nell'arte iconografica. Nell'opera ritroviamo:
- l'oro: non è un colore ma rappresenta il riflesso naturale della luce. Per tale motivo è simbolo di regalità[12] e di tale materiale è rivestito Dio. Anche la stola di Gesù è d'oro, a simboleggiare il sacerdozio regale dello stesso.[1]
- Il rosso: simbolo del sacrificio. Di tale colore è rivestito Gesù in ossequio al sacrificio dello stesso.[13]
- Il verde: simbolo della vita, di cui prende il colore la tunica dello Spirito Santo.[14]
- Il blu: simbolo della vita eterna. Tale colore è utilizzato da ciascuna figura del quadro.[15]

## Interpretazione dell'icona
Le opinioni divergono sull'attribuzione delle figure angeliche ai soggetti della Trinità e nell'interpretazione del volto che viene indovinato nella coppa.
Il problema teologico del mistero della Trinità non è risolto dall'una o dall'altra attribuzione della personalità divina data a ciascuno dei tre angeli. L'obiettivo di Rublev non era tanto la dimostrazione delle differenze quanto la dimostrazione dell'unità spirituale della triade. I tre angeli hanno una faccia praticamente simile, non esiste una gerarchia tra di loro. Ma, d'altra parte, ciò che differenzia è la fisionomia che ognuno esprime verso l'altro.
La maggior parte degli storici dell'arte (tra cui Irina Antonova, Mikhail Alpatov e Victor Lazarev) considerano Dio Padre alla sinistra, il Salvatore al centro e lo Spirito Santo sulla destra. Ciò corrisponde all'ordine rigoroso del Credo: Padre, Figlio, Spirito Santo, ma non è questa la ragione che ispira questi storici. È nel simbolismo che dobbiamo trovare la giustificazione che danno. Secondo un'altra interpretazione, il Padre sarebbe il personaggio centrale, il Figlio quello sulla destra e lo Spirito Santo il primo, sulla sinistra.

### Il personaggio centrale
Il personaggio centrale è riconosciuto da alcuni dalle peculiarità del suo abbigliamento. È un Cristo pantocratore con un vestito rosso opaco e con un manto blu. Indossa una mezza manica, che è un segno imperiale proveniente dall'Impero bizantino. Se non ha il tipico volto iconografico di Cristo con la barba, è perché rappresenta l'eterno Figlio di Dio prima dell'Incarnazione. Altri critici invece vedono in questa figura centrale il Padre. Dietro di lui, in quest'ultima interpretazione, c'è l'albero della vita, l'albero della creazione. Egli è il creatore. Ma l'abito simbolico diventa in questa ipotesi difficile da spiegare. L'albero, nell'interpretazione che considera la figura centrale come Cristo, significa la missione del Figlio, perché è anche l'albero della croce.

### Il personaggio situato a destra dello spettatore
È anche riconosciuto da alcuni come il Cristo. Il suo sguardo è triste, ma lui non si volta e la sua testa si inchina dolcemente come un segno di accettazione. A livello simbolico, è la costruzione sopra di lui a designarlo come il Messia, il Figlio di Dio. Si inclina anche verso la persona che è davanti a lui perché accetta una missione dal Padre. La roccia proviene dal sogno di Nabucodonosor, dove si parla del profeta Daniele che designa il Messia, il Figlio di Dio, che stabilirà un regno eterno, invece dei quattro imperi del male. Questa roccia può ancora essere la grotta di Betlemme dove Gesù è nato, o ancora la tomba di Cristo. Secondo l'interpretazione dei colori dei suoi vestiti, il blu simboleggia la saggezza e il verde la natura in cui si intravede la Sapienza incarnata, vale a dire la Parola, la seconda persona della Trinità. Secondo la teologia cristiana, Gesù è il Verbo che si è fatto carne, assumendo la natura umana in corpo, anima, e spirito.

### Il personaggio a sinistra dello spettatore
Secondo un'interpretazione dei simboli, sopra di lui c'è un edificio che rappresenta la Chiesa, il tempio dello Spirito. Secondo il catechismo della Chiesa cattolica, Gesù, quando annuncia e promette la venuta dello Spirito Santo, lo nomina il Paracleto, vale a dire, letteralmente, "colui che è chiamato da", ad-vocatus. Gli occhi fissano lo sguardo del Figlio di fronte a lui ed emanano compassione e pietà. Le interpretazioni basate sul colore usano la molteplicità dei colori di questo personaggio come la traduzione della frase evangelica "lo Spirito respira dove vuole" e se ne deduce che è lo Spirito Santo.
Ma questa casa può essere anche la casa di Abramo. Nel Vangelo di Giovanni, Gesù dice: "Nella casa di mio Padre ci sono molte dimore... Ti preparerò un posto" (Giovanni, 14,2). Il personaggio sotto la casa è quindi designato come il Padre.

### Contenuto della coppa
Secondo gli storici Victor Lazarev e Jean Blankoff, la figura nella coppa simboleggia il sacrificio nell'Antico Testamento che annuncia quello dell'Eucaristia nel Nuovo Testamento. Ecco perché Cristo, al centro, l'ha benedetta. Il calice al centro del banchetto dei tre angeli è, nell'interpretazione cristiana, il calice della salvezza attraverso il sangue del Salvatore, Gesù Cristo. Sull'icona, esso contiene la testa di un vitello o di un agnello. Questa è l'offerta che Abramo rivolge ai suoi ospiti. Ma alcuni percepiscono la figura del Cristo morto, come un Volto Santo in cui si riflette la figura della destra. Leggere il disegno dall'interno della coppa è difficile e le testimonianze su questo argomento divergono.